# Revolution (Bobbejaanland)
Revolution (had een tijd ook de naam (R)evolution of Evolution) is een overdekte stalen achtbaan in het Belgische attractiepark Bobbejaanland en staat in het themagebied Adventure Valley. 

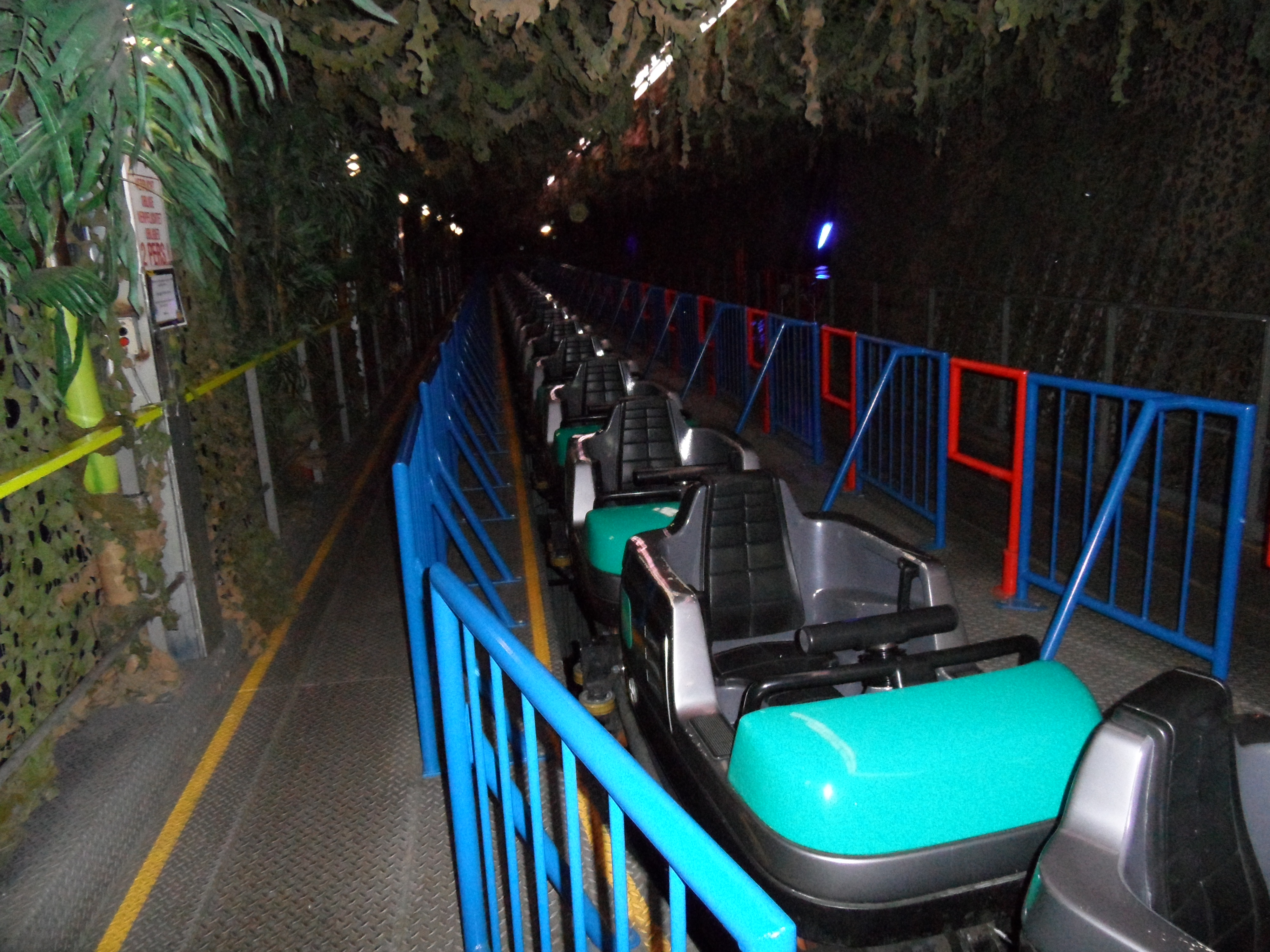
De achtbaantrein van Revolution, met het station nog in het thema van (R)Evolution (2008-2013)

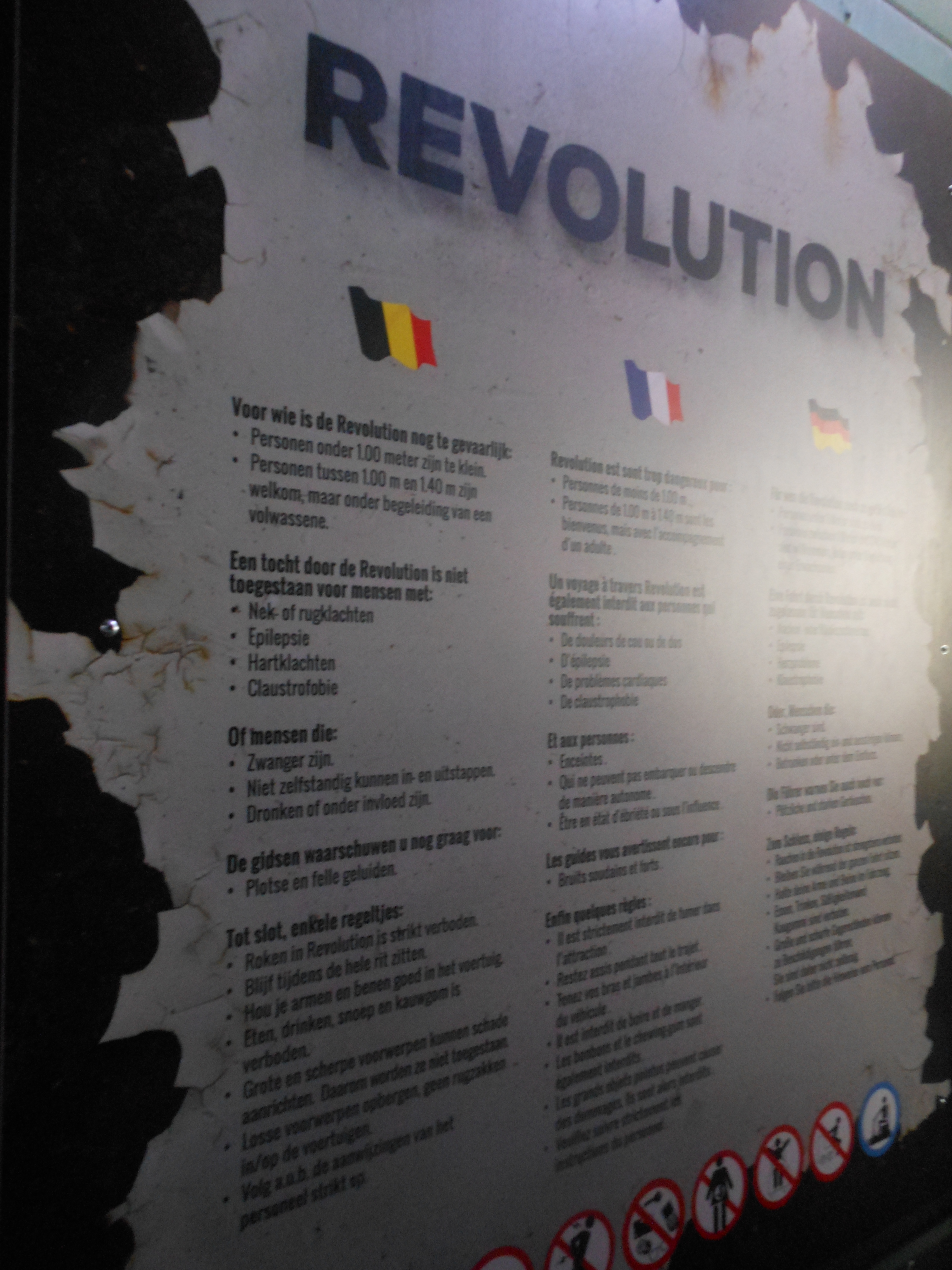
Het infobord met wat mag en wat niet mag aan het begin van de wachtrij

Van 2016 tot 2023 werd de voorste helft van de trein gebruikt voor een andere attractie, Mount Mara, een rit op de achtbaan met virtual reality-brillen die een rit met een quad op een actieve vulkaan simuleerde. De achterste helft van de trein was nog steeds Revolution. 

## Algemene informatie
Revolution werd gebouwd door de Nederlandse attractiebouwer Vekoma. De achtbaan is van het model Illusion, waarvan slechts twee exemplaren zijn gebouwd. Chaos is de andere en bevond zich in het pretpark Opryland, maar deze werd in 1997 afgebroken. Het kenmerk van de Vekoma Illusion is de zeer lange achtbaantrein: 40 wagons bij Chaos, en 30 bij Revolution. Na de afbraak van Chaos is deze niet meer heropgebouwd, waardoor Revolution de langste achtbaantrein ter wereld heeft (de trein van Revolution is 56 meter lang).

## Huidige rit
De trein rijdt in het midden van de hal (de binnenring) omhoog over een helix gevormd uit semicirkels met daarin een wieloptakeling. Ondertussen speelt op het parabolisch gevormde scherm, bevestigd aan het plafond van de hal, een projectie met daarbij ook muziek en lichteffecten. Zodra de achtbaantrein boven is, rijdt deze in een gang naast de binnenring (de buitenring) weer naar beneden om vervolgens doorheen een helix te rijden onderaan de binnenring. Nadien schiet de trein de remmen in. Revolution bevat geen enkele bocht naar rechts.

## Geschiedenis

### 1989: opening
De attractie werd op donderdag 15 juni 1989 officieel geopend door oud-premier Leo Tindemans, hoewel de achtbaan in mei ook al geopend was voor het publiek.
Bij de opening waren er, zoals oorspronkelijk de bedoeling was bij de Illusion-achtbaan, zes projecties: twee in de binnenring en vier in de buitenring. Op deze in de binnenring waren twee synchrone films te zien, en op de kleinere schermen in de buitenring waren projecties te zien van onder meer vuur en brekend glas.
De soundtrack die destijds te horen was, was een titelloze soundtrack die met de films meegeleverd was.

### Jaren 90 en begin jaren 2000: de Revolution onder het Schoepen-bewind
Onder het bewind van de familie Schoepen werd verschillende keren aan de Revolution gesleuteld. Vooral Bob Schoepen was verantwoordelijk voor deze updates.
Reeds in het eerste jaar werden de wachtrij en het station aangepast, aangezien deze bij opening niet aangekleed waren. Zo werd de oorspronkelijk rode trap aan de uitgang in het blauw herschilderd en werden de witte tl-lampen in het station vervangen door blauwe. De doorschijnende glazen ingang kreeg een blauwe kleur en werd van gele letters "REVOLUTION" voorzien. Nog later werd er decoratie toegevoegd in het station; sommige van deze decoraties kwam uit de voormalige Time Tunnel. Het zou echter tot 1993 duren vooraleer het station en de wachtrij grondig aangekleed zouden worden met muurschilderingen en decoratieobjecten zoals buizen.
Door de jaren heen zijn verschillende lichteffecten toegevoegd, waaronder stroboscopen, scanners en een pop uit de Time Tunnel met bijhorend fluoscherm. De originele projecties werden één per één uitgezet omdat deze niet bestand waren tegen de hevige schokken in het gebouw. In 1998 heeft men de originele soundtrack vervangen door een stuk uit Capriccio Italien van Tsjaikovski. Eén jaar later, in 1999, werd het onderste scherm in de binnenring verwijderd omdat de projector in de nok van het dak het begeven had en men geen onderdelen meer vond. Er werd er een metalen vloer geplaatst, zodat het magazijn onder de attractie kon uitbreiden. De afwezigheid van de onderste projectie werd opgevangen door een nagebouwde krater en blauwe lichtslangen (zowel op de vloer als langs de catwalk). De films heeft men later datzelfde jaar verwisseld, waardoor de oorspronkelijk onderste film met onder meer de brekende klok nu op het resterende bovenste scherm werd geprojecteerd. Nog later kwamen er verticale groene lichtslangen in de binnenring die op de maat van de muziek knipperen, en werden er lichttunnels geplaatst in de buitenring.

### 2004: geen film meer
In 2004 begaf ook de bovenste projectie het, waarna er tijdelijk een laserprojectie kwam, die later dat seizoen nog vervangen werd door een caleidoscoopachtige olieprojectie.
Dat jaar werd tevens door de Nederlandse Revolution-fan en oprichter van de voormalige Revolution-fansite Revocoasters Harrie Mangels geëxperimenteerd met enkele nieuwe effecten: zo werden olieprojecties van vuur, water en een tijdspiraal geïnstalleerd op de drie overgebleven schermen in de buitenring, ter vervanging van de oorspronkelijke filmprojecties die reeds enkele jaren uit stonden. De oude projectoren zijn in hetzelfde jaar weggehaald. Sommige oude lichteffecten werden uitgezet of verwijderd en er werden nieuwe stroboscopen geplaatst.
In datzelfde jaar werd er getest met nieuwe soundtracks. Eén daarvan was een herwerkte versie van Stratosfear van Tangerine Dream. Uiteindelijk werd de toenmalige soundtrack, Capriccio Italien, vervangen door de soundtrack van Chaos, de enige andere Illusion die ooit gebouwd werd. Die soundtrack bestond uit de eerste twee minuten van Bones on the Beach van Michael Hoenig en werd beter bevonden. Bones on the Beach heeft toen ook een korte tijd gedraaid met een geluidsfragment van de Borgkoningin uit Star Trek: First Contact.

### 2005: terugkomst bovenste projectie
In februari 2005 werden de films uit 1989 in Engeland gedigitaliseerd en in april 2005 werd het contract getekend voor een nieuwe DLP-projector van Barco. Contac, de fabrikant van de oorspronkelijke projectoren, was toen al failliet.

### 2008: (R)Evolution: junglefilms
In 2008 werd door de Bobbejaanland-directie besloten om Revolution een junglethema te geven en te hernoemen naar (R)evolution, omdat de Hall 2000 werd omgevormd tot een junglethemagebied, genaamd Banana Bos. De Hall 2000 geeft toegang tot de achtbaan, en er bevinden zich onder andere horecagelegenheden en toiletten. Vele fans van het park waren misnoegd over deze verandering omwille van het unieke karakter van de achtbaan, die door de veranderingen zou verloren gaan. De omvorming van Revolution tot (R)evolution is in verschillende fases verlopen. In de eerste fase werden enkel het station en de wachtrij aangepast: het station werd aangekleed met camouflagenetten en de tl-lampen werden vervangen door led-tubes. Daarna werd ook getest met verschillende junglefilms en kwam er nieuwe muziek. De eerste junglefilm werd niet goed bevonden en werd de week erna alweer vervangen door de welbekende klokfilm. Later dat jaar werd getest met een film met stock footage van Getty Images, en een film met beelden uit films zoals War of the Worlds en The Matrix Revolutions tijdens Kids Halloween. De twee laatste films werden tot en met 26 augustus 2011 afgewisseld. De muziek die toen draaide, was een nummer van Universal Publishing Production Music dat Animals and Cannibals heet.

### 2011: 50 jaar Bobbejaanland: opnieuw de oude klokfilm
Sinds 27 augustus 2011 is de klokfilm weer te zien in (R)evolution. Aanvankelijk was het de bedoeling dat de film en de bijhorende muziek van Bones on the Beach, voor één dag zouden blijven tijdens het gouden jubileum van Bobbejaanland. Uiteindelijk bleven de oude film en muziek behouden.
Normaal gesproken werd op sommige dagen de junglefilm getoond vanwege de cijfertoevoeging voor het teambuildingspel Bobbejaanland te koop, maar sinds juni 2013 zijn de cijfers toegevoegd aan de klokfilm. Sinds eind september datzelfde jaar is, wegens problemen met de synchronisatie en het formaat van de film, de bewerkte klokfilm met de cijfers opnieuw vervangen door de originele klokfilm met de tandwielscène. Tegenwoordig wordt de klokfilm met de cijfers enkel nog gedraaid wanneer er teambuilding is.

### 2014: 25 jaar Revolution: terug het oude thema
Op 31 december 2013 plaatste Bobbejaanland een tweet: "2014 wordt revolutionair! Wij tellen alvast af. Jullie ook?" met daarbij een afbeelding van een klok, een achtbaan en de tekst: "Aftellen naar 2014!". Het park maakte hiermee bekend de Revolution voor haar zilveren jubileum te willen opknappen. Volgens commercieel directeur Peggy Verelst zouden de oude effecten hersteld worden en zou het oude thema in de wachtrij en het station terugkomen. De camouflagenetten werden weggehaald in de wachtrij en het station, waardoor deze tijdens seizoen 2014 bijna volledig leegstonden. De oorspronkelijke decoratie was immers al grotendeels vernietigd. Tijdens de rit werden nieuwe led-projecties aan de drie zijschermen geplaatst en werden enkele oude effecten, zoals enkele lichtslangen die sinds 2004 uit hadden gestaan, terug aangezet of vervangen door nieuwe exemplaren. In 2015 werd er thematisatie aangebracht in de wachtrij.

### 2016: Mount Mara: virtual reality wordt geïntroduceerd
Op 25 februari 2016 maakte Bobbejaanland bekend dat de Revolution zou worden uitgerust met virtual reality-brillen van Samsung. Deze nieuwe attractie genaamd Mount Mara zou worden afgewisseld met de gewone Revolution. De wachtrij werd aangepast en het station werd van nieuwe lampen voorzien. De muren in het station werden onder een 'laag van lava' bedolven. De trein werd beplakt met stickers in een donkergrijze kleur. Wanneer hij als "Mount Mara" draaide, bleven de oude effecten aan staan voor jongere bezoekers die deze brillen niet konden dragen (de minimumleeftijd bedroeg 13 jaar). Tijdens de VR-rit reed men met een quad langs een uitbarstende vulkaan. De attractie werd officieel ingehuldigd op 30 april 2016.
Vanaf het zomerseizoen van datzelfde jaar werd reeds afgestapt van de beperkte openingstijden van beide attracties en werd de trein in twee verdeeld zodat in de voorste helft van de trein de hele dag door Mount Mara kon worden aangeboden. In de achterste helft van de trein was er nog steeds Revolution, maar dan zonder de juiste muziek. Dat zorgde ervoor dat de originele Revolution niet meer te beleven viel, en dat de capaciteit van beide attracties gehalveerd was (15 plaatsen voor Mount Mara en 15 tot 30 voor Revolution). Mede door deze lagere capaciteit én de langere dispatch (nu moesten ook de VR-brillen ingediend en uitgedeeld worden), liepen de wachttijden voor beide attracties vaak op. In mei 2017 keerde de soundtrack van Revolution terug waardoor Revolution, op de vertraagde startmotoren in het station na, weer origineel te beleven viel. Door het wegvallen van de film werd in juli 2018 echter beslist om terug de muziek van Mount Mara te draaien en alhoewel eind oktober 2018 een gloednieuwe projector werd geplaatst, bleef deze behouden. "Bones on the Beach" keerde voor één dag terug op 15 juni 2019 ter ere van de dertigste verjaardag van Revolution en later ook tijdens Halloween. Voor het seizoen 2020 werd omwille van de coronaproblematiek beslist om de VR tijdelijk 'on hold' te zetten. Bij aanvang van het seizoen 2022 keerde Mount Mara terug, maar op 4 april werd de VR alweer stilgelegd vanwege technische problemen. Op 28 augustus werden luidsprekers in het station bevestigd die tijdens het opstarten van de trein een opname van het originele opstartgeluid afspelen. In oktober vonden enkele tests plaats met een nieuwe videoprojector aan het derde zijscherm, die de originele tijdpoortenfilm projecteerde.

### 2023: terugkeer Revolution na Mount Mara
Op 27 januari 2023 bevestigde een voorlichtster van Bobbejaanland aan Looopings dat de VR definitief uit de attractie zou worden verwijderd wegens gebrek aan belangstelling. Sindsdien werkt Revolution weer als vanouds. Ook werden de donkergrijze stickers van de trein verwijderd, waardoor deze zijn oorspronkelijke blauwe kleur terugkreeg. Op 3 juli keerden twee van de originele zijprojecties tijdens de afdaling - het brekend glas op het tweede zijscherm en de tijdpoorten op het derde zijscherm - terug.

### 2024: Revolution wordt vernieuwd

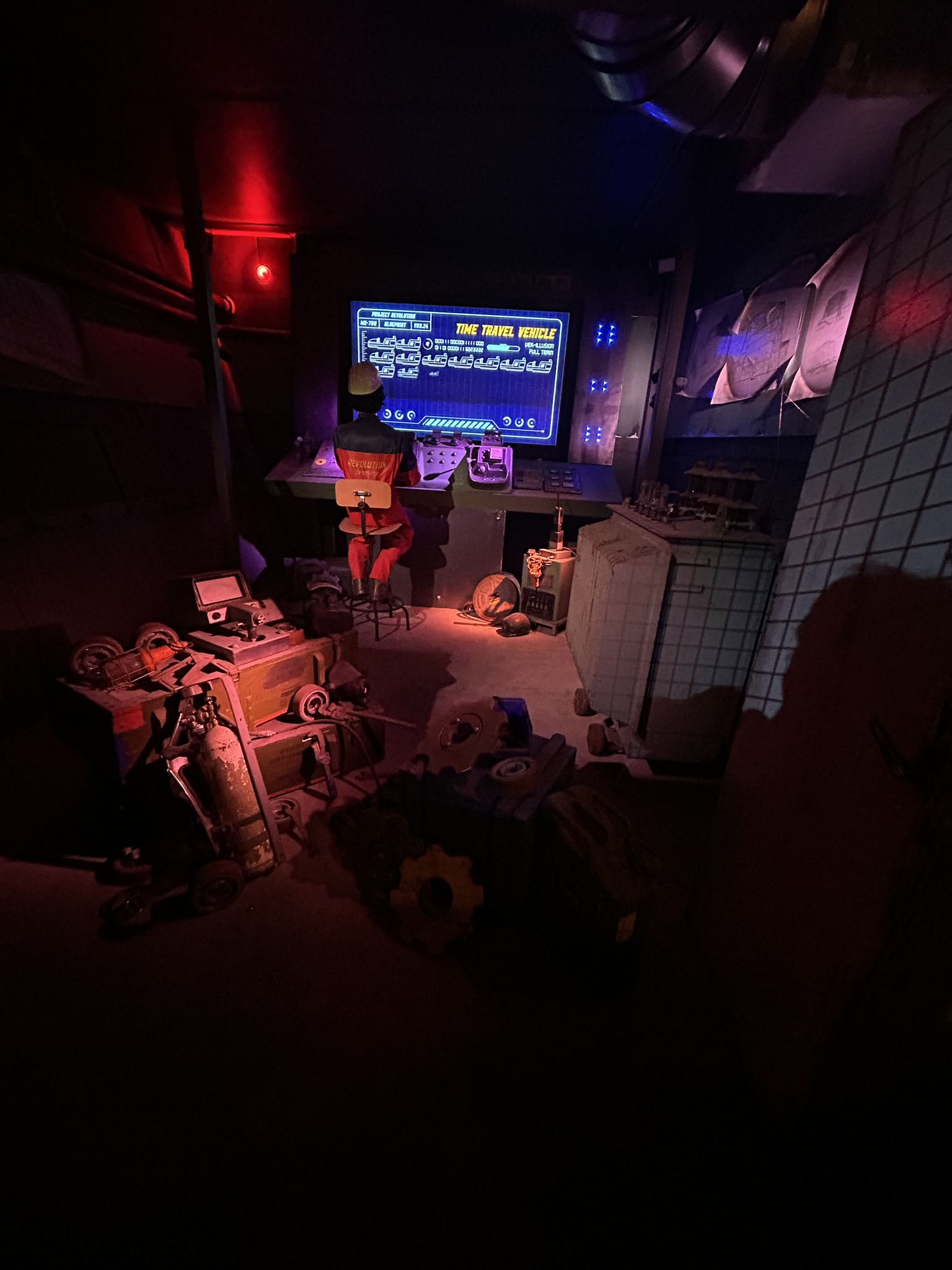
Decoratie in de vernieuwde wachtrij van de Revolution

Op 31 januari 2024 maakte Bobbejaanland bekend dat men die winter €1 miljoen zal investeren in het opknappen van Revolution. De achtbaan bestond dit seizoen 35 jaar. De trein werd uitgerust met een nieuw onderstel, op maat gemaakt door oorspronkelijke fabrikant Vekoma, terwijl de oorspronkelijke body's werden opgeknapt. Er werden nieuwe effecten toegevoegd in het station en de rit zelf, ook werd de oude Mount Mara wachtrij in gebruik genomen als de nieuwe ingang van de vernieuwde Revolution, en werd de oorspronkelijke wachtrij gebruikt voor Speedy Passes. Voor het decoreren van de vernieuwde wachtrij werd de firma Kabuki Brandmakers ingeschakeld, die al eerder de decoratie van de buitenkant van de log flume Terra Magma en decors van de spookhuizen tijdens Halloween in Bobbejaanland bezorgde. Immers werd er voor het componeren van nieuwe muziek in het station als zowel de wachtrij beroep gedaan op het Duitse Audiogazer.

## Jubileum
Op 20 juni 2009 vierde Bobbejaanland het 20-jarig bestaan van Revolution middels een optreden van 2 Fabiola in het centrum van de achtbaan. Na dit optreden trad de rest van de dag een DJ op in het centrum van de attractie.
Op een buitenpodium werd de verjaardag van Revolution gevierd met optredens van onder andere Sylver, Robert Abigail, Lasgo en AnnaGrace.